# Chiesa-oratorio della Natività
La chiesa-oratorio della Nascita di Gesù è un edificio religioso barocco che si trova a Villa di Coldrerio.

## Storia
La chiesa, la cui struttura non è stata modificata nel corso dei secoli, fu realizzata da Carlo Beccaria, allievo di Gian Lorenzo Bernini e dipendente di papa Alessandro VI, nel 1674. L'edificio ha subìto due restauri nel corso del XX secolo: il primo, fra il 1977 e il 1978, si concentrò sul campanile, sul tetto e sulle facciate, mentre il secondo, nel 2003, fu rivolto esclusivamente al tetto.

## Descrizione

### Esterno
Sulla facciata dell'edificio in mattoni, dotata di lesene binate in cotto, spiccano lo stemma della famiglia Beccaria e un'iscrizione voluta dai committenti. Il campanile, laterale, culmina in una cupola dotata di lanterna e guglia. 

### Interno
L'edificio è dotato di una navata unica rettangolare, divisa in due campate e coperta da una volta a botte, e di un coro a pianta analoga, coperto con una volta a vela decorata con stucchi e con l'affresco Dio Padre e la colomba dello Spirito Santo, attribuito a un allievo di Isidoro Bianchi. Le pareti del coro ospitano inoltre due affreschi, attribuiti alla stessa scuola, che rappresentano la Circoncisione di Gesù e l'Epifania. Altri quattro affreschi nello stile di Isidoro Bianchi animano inoltre le pareti della navata: si tratta della Pentecoste, dell'Ascensione di Gesù, della Crocifissione di Gesù e del Compianto su Cristo morto. Questi ultimi due affreschi non sono ben conservati.
Gli interni sono inoltre animati da semipilastri e lesene, sui capitelli dei quali si trovano teste di putti alati che rimandano allo stile di Francesco Borromini. L'arco trionfale è decorato da uno stucco dipinto che rappresenta una sibilla che regge una tabella.
Molto interessante la decorazione dell'altare ionico a parete, realizzato in marmo d'Arzo e dotato di un frontone: proprio sopra quest'ultimo si trova uno stucco dipinto con l'Annunciazione, mentre il corpo dell'altare è decorata da una Natività affrescata e con cornice di stucco, anche in questo caso attribuita alla scuola di Isidoro Bianchi.